# Quaesitosaurus
Quaesitosaurus ist eine Gattung sauropoder Dinosaurier aus der Gruppe der Titanosauria aus der Oberkreide (mittleres bis spätes Campanium) Asiens.
Bisher ist lediglich ein einziger, fragmentarischer Schädel bekannt, der aus der Barun-Goyot-Formation  aus dem mongolischen Aimag Ömnö-Gobi stammt. Mit dem nahe verwandten, ebenfalls nur durch einen Schädelfund bekannten Nemegtosaurus wird Quaesitosaurus häufig in einer als Nemegtosauridae bezeichneten Gruppe zusammengefasst.
Die Gattung wurde 1983 mit der einzigen Art Quaesitosaurus orientalis von Sergei Kurzanov und Alexander Bannikov erstbeschrieben. Der Name Quaesitosaurus (Lat. quaesitus – „außergewöhnlich“, gr. sauros – „Echse“) weist auf die ungewöhnliche Anatomie des Schädels hin. Die erhaltenen Knochen schließen das Zwischenkieferbein (Prämaxillare), Teile des Oberkiefers (Maxillare), Unterkiefer, Hirnschädel und Flügelbein (Pterygoid) mit ein.

## Merkmale und Abgrenzung zuNemegtosaurus
Quaesitosaurus ist neben Nemegtosaurus und Rapetosaurus der einzige Titanosaurier, von dem relativ vollständiges Schädelmaterial bekannt ist. Wie bei Nemegtosaurus und Rapetosaurus war der Schädel verlängert und fiel nach vorne hin ab, wobei sich die Nasenöffnungen weit oben am Schädel auf Höhe der Augenhöhlen befanden. Die Zahnkronen waren lang und dünn.
Wilson (1997) vermutet, dass es sich bei Quaesitosaurus und Nemegtosaurus um ein und dieselbe Art gehandelt haben könnte. Zwar gaben die Kurzanov und Bannikov bei ihrer Erstbeschreibung acht Merkmale an, welche Quaesitosaurus von Nemegtosaurus unterscheiden sollten. Viele dieser Unterschiede sind jedoch tatsächlich auf eine Verformung des Schädels und eine inadäquate Beschreibung zurückzuführen, wie spätere Studien zeigten. Beispielsweise war laut Kurzanov und Bannikov der Schädel von Quaesitosaurus breiter gewesen und zeige ein kürzeres Schuppenbein (Squamosum) ohne Kontakt zum Quadratojugale, während der Occipital-Kondylus (der das Kopfgelenk bildende Gelenkknorren des Hinterhauptbeins) gerundet war. Des Weiteren schrieben diese Autoren, dass die Seite des Oberkiefers von Quaesitosaurus neun Zähne aufwies, während es bei Nemegtosaurus lediglich acht waren. Auch die Zahnreihe des Unterkiefers war länger, so gaben die Autoren an. Spätere Studien erkannten jedoch, dass einige der morphologischen Unterschiede durch nachträgliche Verformungen der Schädel entstanden sind. So ist der Schädel von Quaesitosaurus dorso-ventral (senkrecht) zusammengedrückt, während der Schädel von Nemegtosaurus schräg zusammengedrückt ist. Andere der von Kurzanov und Bannikov aufgeführten Merkmale, wie das kürzere Schuppenbein und die geringere Anzahl an Zähnen, konnten von späteren Studien wegen zu schlechter Erhaltung nicht bestätigt oder widerlegt werden. Wieder andere Merkmale wie beispielsweise der Occipital-Kondylus wiederum sind zu geringfügig, um als diagnostische Merkmale verwertet werden zu können, und können auch auf individuelle Variationen zurückgeführt werden.
Wilson (2005) veröffentlichte eine umfangreiche Neubeschreibung des Nemegtosaurus-Schädels und fand weitere Merkmale (Autapomorphien), welche den Status einer eigenen Gattung für Quaesitosaurus unterstützen. So zeigt Quaesitosaurus beispielsweise anders als Nemegtosaurus Gruben im vorderen Quadratbein, während ein Kamm am hinteren Postorbitale nicht vorhanden war.

## Systematik
Ursprünglich galten Quaesitosaurus sowie Nemegtosaurus als nahe Verwandte von Diplodocus und Dicraeosaurus, da die Schädel starke Analogien zu diesen Gattungen aufweisen. Während die Erstbeschreiber Kurzanov und Bannikov (1983) und eine Reihe späterer Autoren Quaesitosaurus als Vertreter der Dicraeosaurinae sahen, klassifizierte ihn Carroll (1988) innerhalb der Diplodocidae. Upchurch (1995) stellte eine neue Gruppe innerhalb der Diplodocoidea auf, die Quaesitosaurus und Nemegtosaurus umfassen sollte – die Nemegtosauridae. Erst als mit der Entdeckung von Rapetosaurus vollständiges Titanosauria-Schädelmaterial in direkter Assoziation mit dem Restskelett (Postkranium) bekannt wurde, konnte die Stellung der Nemegtosauridae innerhalb der Titanosauria bestätigt werden. Der Status der Nemegtosauridae ist aktuell umstritten, die Gruppe wird nur von einigen Forschern akzeptiert.